# 湯別駅
湯別駅（ゆべつえき）は、かつて北海道寿都郡寿都町に存在した寿都鉄道の駅（廃駅）である。

## 概要
- 1920年（大正9年）10月24日 - 開業。
- 1968年（昭和43年）8月14日 - 休止となる[1]。
- 1972年（昭和47年）5月11日 - 寿都鉄道廃線に伴い廃止。

## 駅周辺
駅跡地は湯別生活改善センターとなっている。
- 湯別簡易郵便局
- 朱太川
- 湯別温泉

## 隣の駅
寿都鉄道
中の川駅 - 湯別駅  - 樽岸駅